# Alain d'Humières
Pour les autres membres de la famille, voir Famille d'Humières (Rouergue).
Alain Bertrand Marie Gaston d'Humières, né à Lacq (Basses-Pyrénées) le 14 janvier 1884, mort pour la France le 16 mai 1940, à Rocquigny, Aisne, est un général de brigade de l'armée française.

## Biographie

### Enfance
Né à Lacq le 14 janvier 1884, Alain d'Humières est le fils de Roger, comte d'Humières et maire de Marcolès, et de Jeanne de Lestapis. 

### Études à l'École spéciale militaire
Rentré à l'École spéciale militaire de Saint-Cyr en 1902 à 18 ans, il fait partie de la 87e promotion (promotion  du sud-Oranais). Il est affecté à sa sortie de Saumur au 31e régiment de dragons alors en garnison à Épernay puis à Lunéville. 
Excellent cavalier, il remporte, entre autres, le grand steeple international à Rome en 1911 et 4 courses en 1912.

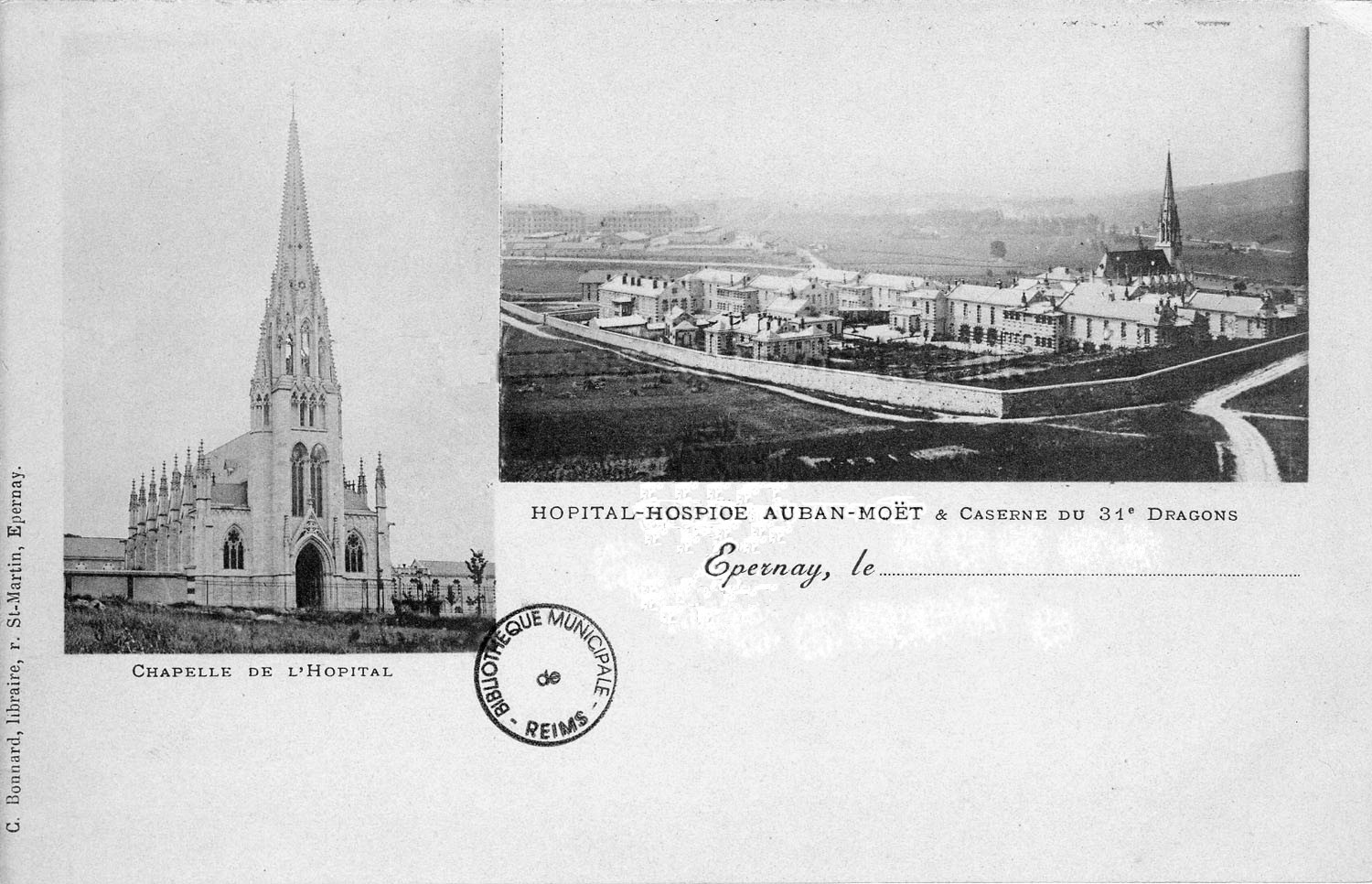
La caserne du 31e régiment de dragons (puis du 9e dragons) à Épernay jouxtant le centre hospitalier Auban-Moët.

### Première Guerre mondiale
En 1914, il se distingue en Lorraine, avec le 31e dragons. Promu capitaine le 22 février 1915, il est à la tête de son escadron lors de la bataille de Champagne. 
En 1916, il sert à l'état-major de la 2e division de cavalerie puis dans l'aviation avant de commander la 8e compagnie du 68e bataillon de chasseurs alpins. 
 Le 23 juillet 1918, il est promu chef de bataillon au 19e régiment d'infanterie.
Blessé à trois reprises, il reçoit six citations et est nommé, le 28 septembre 1918, chevalier de la Légion d'honneur.

### Entre-deux guerres
Entre les deux guerres, il est d'abord affecté à Limoges, au 29e régiment de dragons, puis de nouveau à Épernay mais au 9e régiment de dragons. Nommé colonel le 25 décembre 1933, il prend la tête de ce régiment jusqu'en octobre 1937, date à laquelle il devient auditeur au centre des hautes études militaires. Il reçoit ensuite le commandement de la 2e brigade de cavalerie à Alençon avant d'être promu général de brigade le 23 mars 1939.   

### Seconde Guerre mondiale
Rattaché à la 1re division légère de cavalerie (1re DLC), la 2e brigade légère de cavalerie que commande le géneral Alain d'Humières entre en Belgique le 10 mai 1940 et se bat le lendemain à Marche-en-Famenne contre la 7e Panzerdivision.
Les 11 et 12 mai, le groupement de marche inter-armes, commandé par le général d'Humières freine l'ennemi jusqu'à la Meuse en le stoppant devant Ychippe-Chevetogne-Mont-Gauthier.
Le 13 mai, le général d'Humières reçoit le commandement d'un nouveau groupement de marche inter-armes avec lequel il parvient à bloquer une attaque de chars appuyée par l'aviation à Anthée. 
Le 15 mai il reçoit l'ordre d'organiser un point de résistance dans la région de Moranrieux en récupérant divers éléments épars en retraite.
Le 16 mai, il est relevé de ses positions par le 28e régiment de tirailleurs tunisiens, il donne l'ordre aux éléments de sa brigade de tenir le carrefour de Pied-du-Tertre à Rocquigny. 
Il est tué vers minuit alors qu'il effectuait une ronde pour s'assurer que toutes les dispositions étaient bien prises. Il fait partie des treize officiers généraux français morts au cours des opérations de mai-juin 1940.
Un temps inhumé à Wassigny, il repose depuis 1948 dans sa sépulture familiale à Marcolès.

## État des services
- Lieutenant au 31e régiment de dragons
- 22 février 1915 : capitaine au 31e régiment de dragons
- 1916 : capitaine d'état-major de la 2e division de cavalerie
- 1916 : capitaine au 68e bataillon de chasseurs alpins
- 23 juillet 1918 : chef de bataillon au 19e régiment d'infanterie
- Chef de bataillon au 29e régiment de dragons
- Chef de bataillon au 9e régiment de dragons
- 25 décembre 1933 : colonel du 9e régiment de dragons
- octobre 1937 : colonel, auditeur au centre des hautes études militaires
- 30 septembre 1938 : colonel commandant la 2e brigade de cavalerie
- 23 mars 1939 : général de brigade de la 2e brigade de cavalerie
- 16 mai 1940 : mort au combat

## Grades et distinctions

### Grades
- 1904 : sous-lieutenant / lieutenant
- 22 février 1915 : Capitaine
- 23 juillet 1918 : Chef de bataillon
- 25 décembre 1933 : Colonel
- 23 mars 1939 : Général de brigade

### Distinctions
- Officier de la Légion d'honneur
- Croix de guerre 1914–1918 (6 citations)
- Insigne des blessés militaires (3 blessures)